# قشلاق گازران
قشلاق گازران، روستایی از توابع بخش خنداب شهرستان اراک در استان مرکزی ایران است.

## جمعیت
این روستا در دهستان خنداب قرار دارد و براساس سرشماری مرکز آمار ایران در سال ۱۳۸۵، جمعیت آن زیر سه خانوار بوده‌است.